# Universidade de Pisa
A Universidade de Pisa (em italiano Università degli Studi di Pisa) está localizada em Pisa, Toscana, na Itália. Foi fundada em 1343, sendo uma das mais renomadas universidades italianas e uma das mais antigas da Europa. É inclusive, a alma mater do físico e astrônomo italiano Galileu Galilei.